# Madessina fusca
Madessina fusca är en insektsart som först beskrevs av Evans 1954.  Madessina fusca ingår i släktet Madessina och familjen dvärgstritar. Inga underarter finns listade i Catalogue of Life.